# Uscana rugatus
Uscana rugatus är en stekelart som beskrevs av Lin 1994. Uscana rugatus ingår i släktet Uscana och familjen hårstrimsteklar. Inga underarter finns listade i Catalogue of Life.